# Sinnar
Sinnar är en ort i Indien.   Den ligger i distriktet Nashik och delstaten Maharashtra, i den centrala delen av landet, 1 000 km söder om huvudstaden New Delhi. Sinnar ligger 671 meter över havet och antalet invånare är 34 095.
Terrängen runt Sinnar är varierad. Runt Sinnar är det ganska tätbefolkat, med 248 invånare per kvadratkilometer. Sinnar är det största samhället i trakten. Trakten runt Sinnar består till största delen av jordbruksmark.